# Réserve naturelle nationale de Songshan

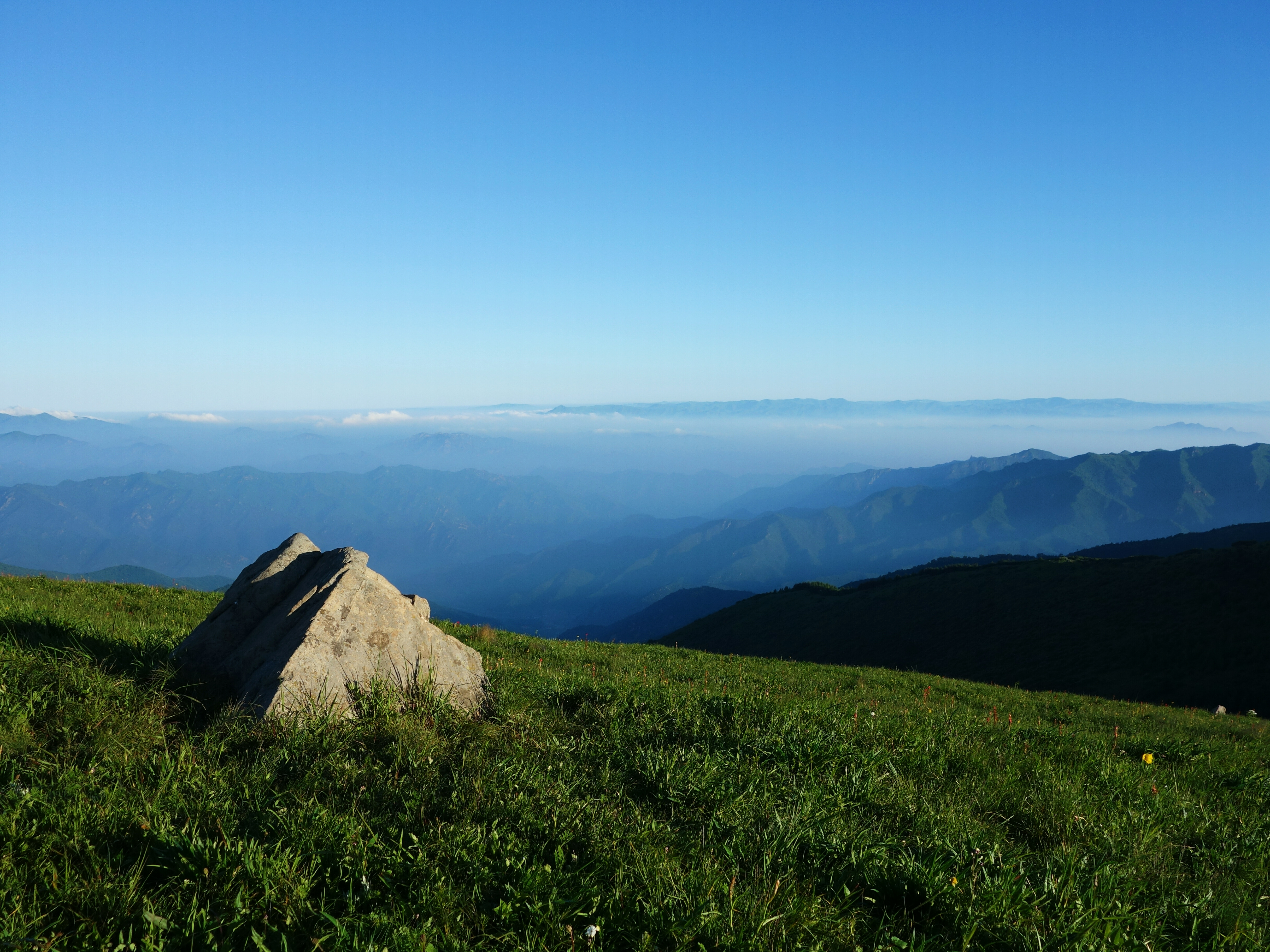
La partie sommitale

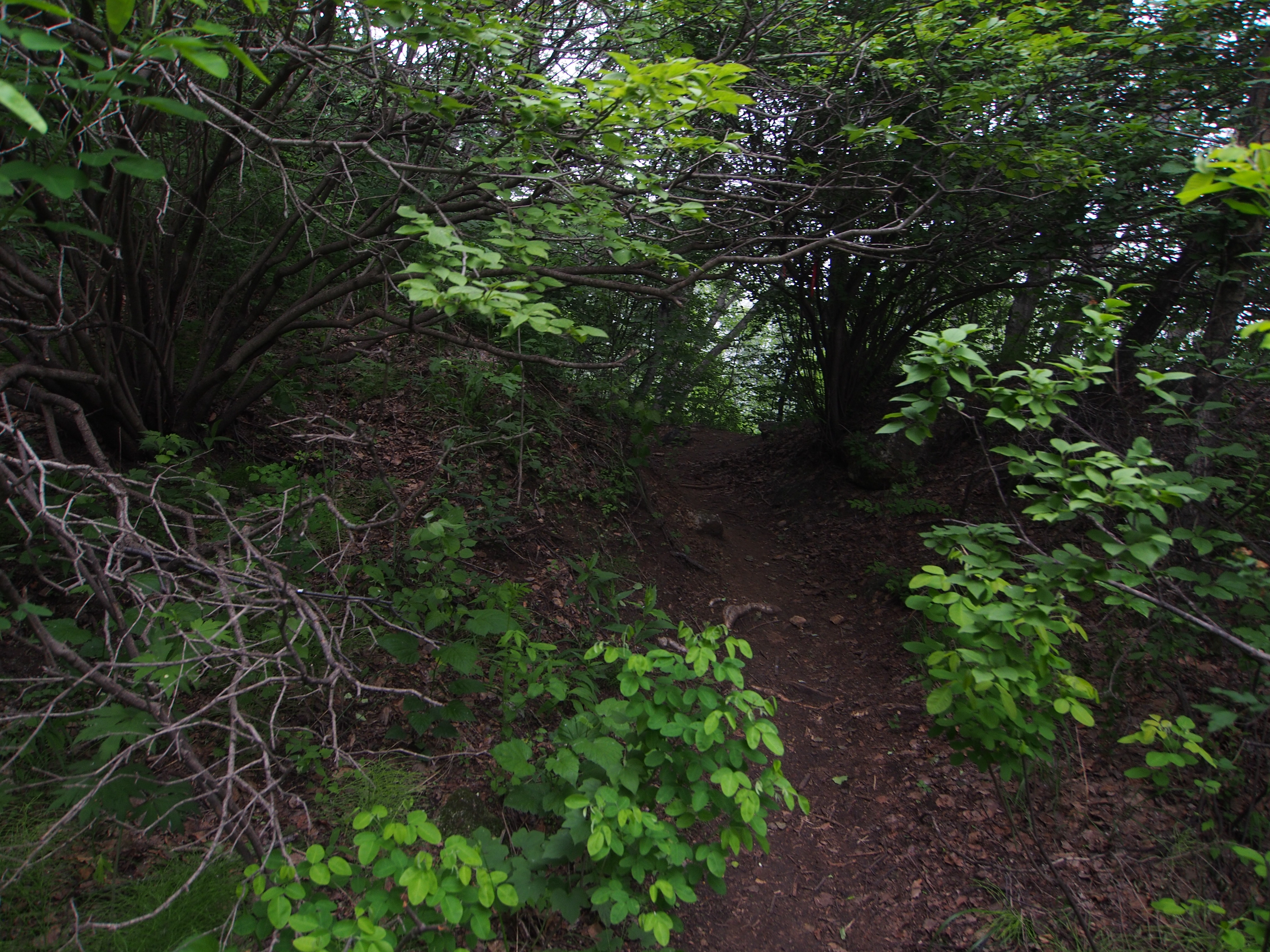
La forêt

La réserve naturelle nationale de Songshan couvre les pentes du Haitoushan au nord-ouest de Pékin en Chine sur une surface de 46,71 km² et à une altitude comprise entre 500 et 2200 m. Au sud-ouest, elle est bordée par le petit lac allongé de Fuyukou, mis en eau en 1970-74 à la suite de la construction d'un barrage électrique.
La réserve a été fondée le 1er avril 1985 au niveau de la ville et en 1986 au niveau national. Il s'agit essentiellement d'une forêt dense de feuillus et de pins rouges de Chine propice à la reproduction des animaux sauvages. Les animaux protégés sont notamment les léopards, les aigles royaux et impériaux et les cigognes noires. 
Entre 2015 et 2019, une nouvelle station de sports d'hiver, Xiaohaituo, a été construite dans sa zone centrale en vue d'accueillir les Jeux olympiques de 2022. En contrepartie, les limites de la réserve ont été modifiées,, ce qui n’est pas sérieux, selon les experts, car on ne déplace pas aussi facilement une réserve naturelle.

## Notes et références

Quelques animaux et plantes rares de la réserve
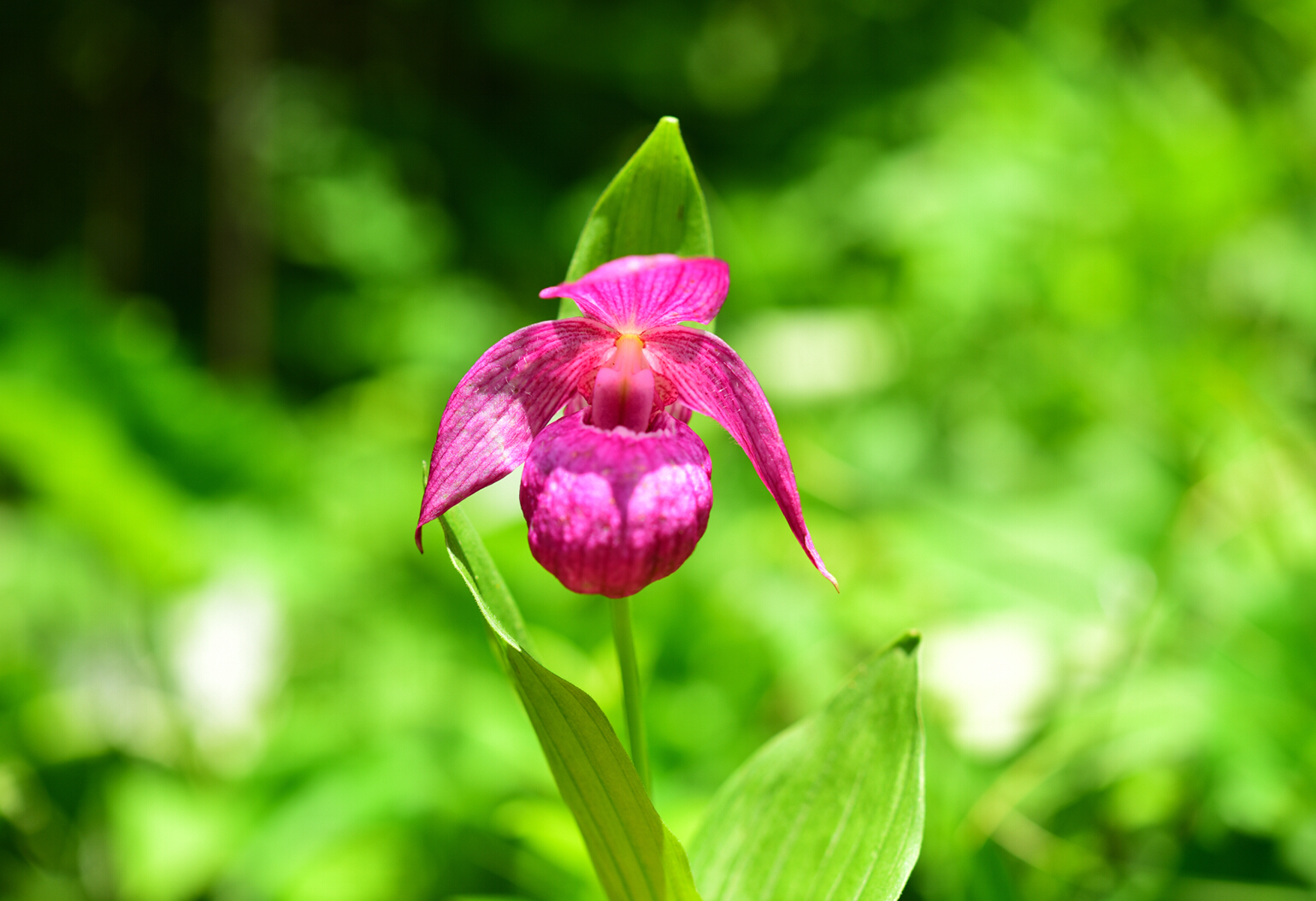
Sabot de vénus à grandes fleurs
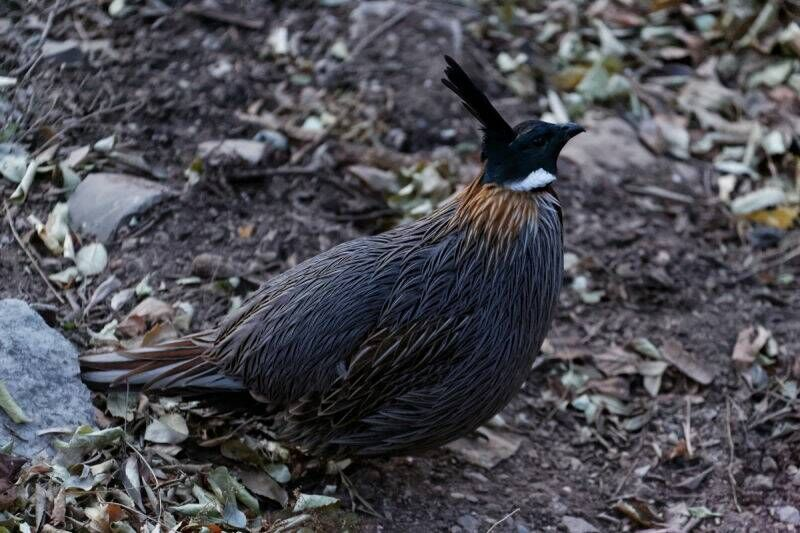
Eulophe koklass
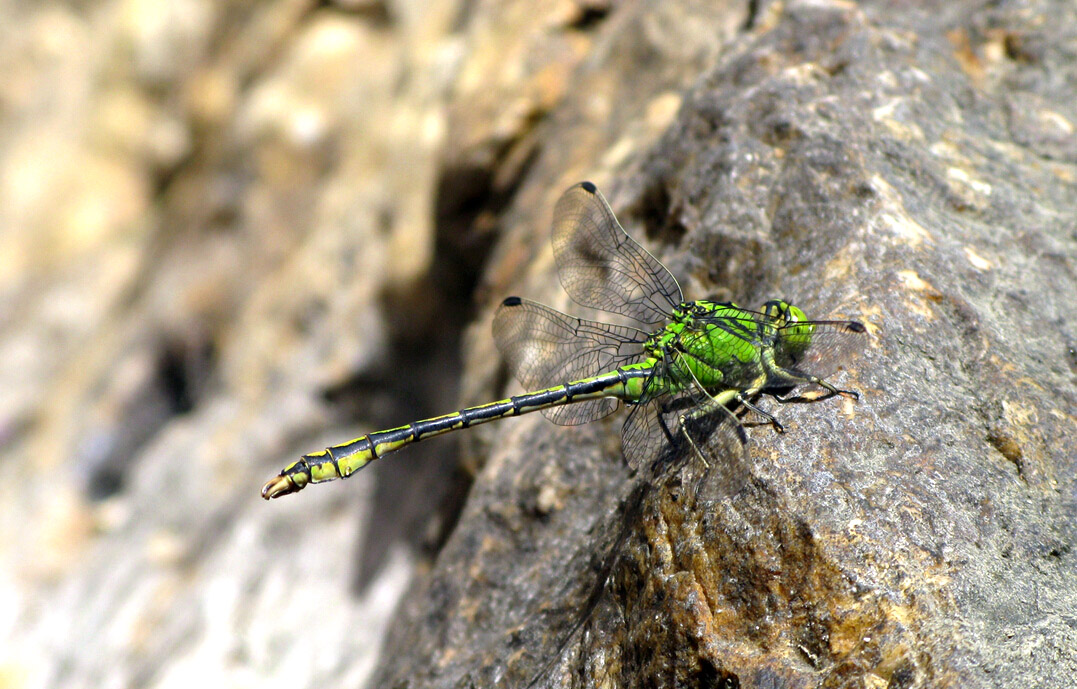
Ophiogomphus spinicorne